# Speedway (album)
| Recensione | Giudizio |
| ---------- | -------- |
| Allmusic   | [ 1 ]    |

Speedway è il 26° album in studio di Elvis Presley, pubblicato nel 1968 negli Stati Uniti, contenente la colonna sonora del film A tutto gas, da lui interpretato.

## Produzione
Le sedute di registrazione ebbero luogo presso gli MGM Studios di Hollywood, California, il 20 e 21 giugno 1967.
Nel giugno del 1967, mentre Presley era occupato a registrare l'album della colonna sonora per il suo ennesimo film, la recente pubblicazione del capolavoro dei Beatles, Sgt. Pepper's Lonely Hearts Club Band, aveva messo in subbuglio l'intera industria musicale. Altri dischi usciti nel 1967, come The Velvet Underground & Nico, che avrebbe sparso la sua influenza attraverso i decenni, o Surrealistic Pillow dei Jefferson Airplane, Il primo album dei The Doors, e I Never Loved a Man the Way I Love You di Aretha Franklin si erano rivelati tutti buoni successi. Il Monterey Pop Festival aveva avuto luogo solo il week end precedente a sole 300 miglia da dove Presley stava lavorando. Probabilmente Elvis era al corrente dei grandi sconvolgimenti che erano in atto nel mondo della musica, ma nel suo isolamento artistico era più preoccupato di trovare brani decenti da registrare.
Durante le sedute furono incise otto canzoni, e Suppose, l'unico brano per il quale Elvis provasse un minimo di interesse, venne escluso dalla colonna sonora del film. Due tracce furono pubblicate come singolo, Your Time Hasn't Come Yet Baby con Let Yourself Go sul lato B, ma non raggiunsero posizioni di rilievo in classifica. There Ain't Nothing Like A Song esclusa dalla colonna sonora di Voglio sposarle tutte, è una delle due canzoni che contengono il cantato di Nancy Sinatra, qui in duetto con Presley. Il contributo vocale di lei, e Your Groovy Self (unico brano a non vedere la partecipazione di Elvis incluso in un album della colonna sonora di un suo film), furono registrati in una sessione a parte il 26 giugno, sotto la produzione di Lee Hazlewood.
Il disco è l'ultimo di Elvis ad essere stato pubblicato sia in versione mono che stereo, dato che il mono ormai era in fase calante nell'industria musicale, rendendo così la rara versione mono di questo disco un pezzo da collezione tra gli appassionati del settore.

## Accoglienza
Speedway segnò un ulteriore record negativo per quanto riguarda il piazzamento in classifica degli album di Presley, raggiungendo soltanto la posizione numero 82 della classifica Top Pop Albums negli Stati Uniti. L'insuccesso del disco sancì la fine della sfruttatissima formula colonna sonora/film, questo sarebbe stato l'ultimo film di Elvis ad avere un completo album come colonna sonora tratta da esso. I suoi ultimi cinque film del decennio (Stay Away, Joe, Live a Little, Love a Little, Un uomo chiamato Charro, Guai con le ragazze, e Change of Habit) saranno maggiormente incentrati sul Presley attore, piuttosto che sul Presley cantante, con poche canzoni contenute in essi.

## Tracce
Piazzamenti in classifica tratti da Billboard Hot 100

### Lato 1
| Traccia | Registrazione | N° Catal. | Data    | Pos. Clas. | Titolo                          | Autore                       | Durata |
| ------- | ------------- | --------- | ------- | ---------- | ------------------------------- | ---------------------------- | ------ |
| 1.      | 6/20/67       |           |         |            | Speedway                        | Mel Glazer e Stephen Schlaks | 2:15   |
| 2.      | 6/20/67       |           |         |            | There Ain't Nothing Like A Song | Joy Byers e Bob Johnston     | 2:11   |
| 3.      | 6/20/67       | 47-9547   | 5/21/68 | numero 72  | Your Time Hasn't Come Yet Baby  | Joel Hirschhorn, Al Kasha    | 1:51   |
| 4.      | 6/20/67       |           |         |            | Who Are You (Who Am I?)         | Ben Weisman e Sid Wayne      | 2:49   |
| 5.      | 6/21/67       |           |         |            | He's Your Uncle Not Your Dad    | Ben Weisman e Sid Wayne      | 2:30   |
| 6.      | 6/21/67       | 47-9547b  | 5/21/68 | numero 71  | Let Yourself Go                 | Joy Byers                    | 2:58   |

### Lato 2
| Traccia | Registrazione | Titolo            | Autore                       | Durata |
| ------- | ------------- | ----------------- | ---------------------------- | ------ |
| 1.      | 6/26/67       | Your Groovy Self  | Lee Hazlewood                | 2:54   |
| 2.      | 6/20/67       | Five Sleepy Heads | Roy C. Bennett e Sid Tepper  | 1:39   |
| 3.      | 5/27/63       | Western Union     | Roy C. Bennett e Sid Tepper  | 2:09   |
| 4.      | 9/10/67       | Mine              | Roy C. Bennett e Sid Tepper  | 2:35   |
| 5.      | 1/15/68       | Going Home        | Joy Byers                    | 2:27   |
| 6.      | 6/20/67       | Suppose           | Sylvia Dee e George Goehring | 2:08   |

### Ristampa in CD del 2016 (serieFollow that Dream)
CD1
1. Speedway - 2:12
2. There Ain´t Nothing Like A Song - 2:11
3. Your Time Hasn't Come Yet, Baby - 1:53
4. Who Are You? (Who Am I?) - 2:35
5. He's Your Uncle Not Your Dad - 2:30
6. Let Yourself Go - 3:02
7. Your Groovy Self - 2:57
8. Five Sleepy Heads - 1:32
9. Western Union - 2:12
10. Mine - 2:38
11. Goin' Home - 2:23
12. Suppose - 2:08
13. There Ain't Nothing Like A Song (Remixed master) - 2:22
14. Your Time Hasn't Come Yet, Baby (Remixed master) - 2:04
15. Five Sleepy Heads (Remixed master) - 1:43
16. Who Are You? ( Who Am I?) (Remixed master) - 2:54
17. Speedway (Remixed master) - 2:48
18. Suppose (Remixed master) - 2:12
19. Let Yourself Go (Remixed master) - 3:07
20. He's Your Uncle Not Your Dad (Remixed master) - 2:41
21. Suppose (Long Version) - 3:21
22. Let Yourself Go (Take 5) - 3:14
23. Let Yourself Go (Take 6) - 3:17
24. Your Time Hasn't Come Yet, Baby (Movie Version) - 2:04
25. Goin' Home (Takes 16 & 23) - 3:59
26. Mine (Takes 1, 2, 3 & 4) - 5:38
27. Mine (Takes 8 & 9) - 3:34
28. Mine (Take 13) - 2:48
29. Suppose (Nashville Master) - 3:05

CD2
1. Speedway (Mono master) - 2:15
2. There Ain't Nothing Like A Song (Mono master) - 2:12
3. Your Time Hasn't Come Yet, Baby (Mono master) - 1:53
4. Who Are You? (Who Am I?) (Mono master) - 2:37
5. He's Your Uncle Not Your Dad (Mono master) - 2:31
6. Let Yourself Go (Mono master) - 3:02
7. Your Groovy Self (Mono master) - 2:57
8. Five Sleepy Heads (Mono master) - 1:32
9. Western Union (Mono master) - 2:15
10. Mine (Mono master) - 2:39
11. Goin' Home (Mono master) - 2:24
12. Suppose (Mono master) - 2:06
13. Suppose (Long version) - 3:03

## Formazione
- Elvis Presley - voce
- The Jordanaires - cori
- Charlie McCoy - tromba
- Boots Randolph - sassofono
- Pete Drake - pedal steel guitar
- Chip Young, Tiny Timbrell, Tommy Tedesco - chitarra elettrica
- Larry Muhoberac, Charlie Hodge - pianoforte
- Bob Moore - basso
- D. J. Fontana, Buddy Harman - batteria

Sessione del 26 giugno
- Nancy Sinatra - voce
- Roy Caton, Virgil Evans, Oliver Mitchell - tromba
- Dick Hyde - trombone
- Billy Strange, Donald Owens, Donnie Lanier, Al Casey - chitarra elettrica
- Larry Knechtel, Don Randi - pianoforte
- Chuck Berghofer - basso
- Hal Blaine - batteria